# Jesper Hyldegaard
Jesper Hyldegaard (født 18. januar 1961) er en dansk skuespiller, instruktør og dramatiker.
Han var i 1979 medstifter af Dr. Dante’s Desperate Renovationsshow (senere Dr. Dante’s Aveny), som rent dramatisk har sat standarder for 90'ernes dramatik i Danmark.
Jesper Hyldegaard er uddannet skuespiller fra Statens Teaterskole i 1991, og har optrådt på en lang række scener, bl.a. Dr. Dante’s Aveny, Grønnegårdsteatret, Det Kongelige Teater, Østre Gasværk, Aalborg Teater, Mungo Park, Plan-B og Kaleidoskop. Ligeledes har han som teaterinstruktør bevæget sig rundt på landets teatre, f.eks. på Team Teatret i 2010.
Han filmdebuterede med titelrollen i Adam Hart i Sahara (1990), hvor han med stor humor spiller den kejtede og skarpsindige privatdetektiv fra Erwin Neutzsky-Wulffs romanserie. Siden har man også set ham i bl.a. Nattevagten (1994), En kærlighedshistorie (2001), Små ulykker (2002), Midsommer (2003), Krøniken (2005), Drabet (2005), Spies & Glistrup (2013), Idealisten (2015), Dan-Dream (2017) og The Nurse (2023).
I Claus Bjerres tv-serie Karrusel (1998) spiller han miljøministeren, der under et nærgående interview bliver "klædt af" for åben skærm. Han er også med i tv-serier som Krøniken (2004–2007), Klovn (2005–2022). Broen IIII (2011–2018), Rita (2012–2020), Gidseltagningen (2017-2019) og Den som dræber - Fanget af mørket (2019- ).